# Krain

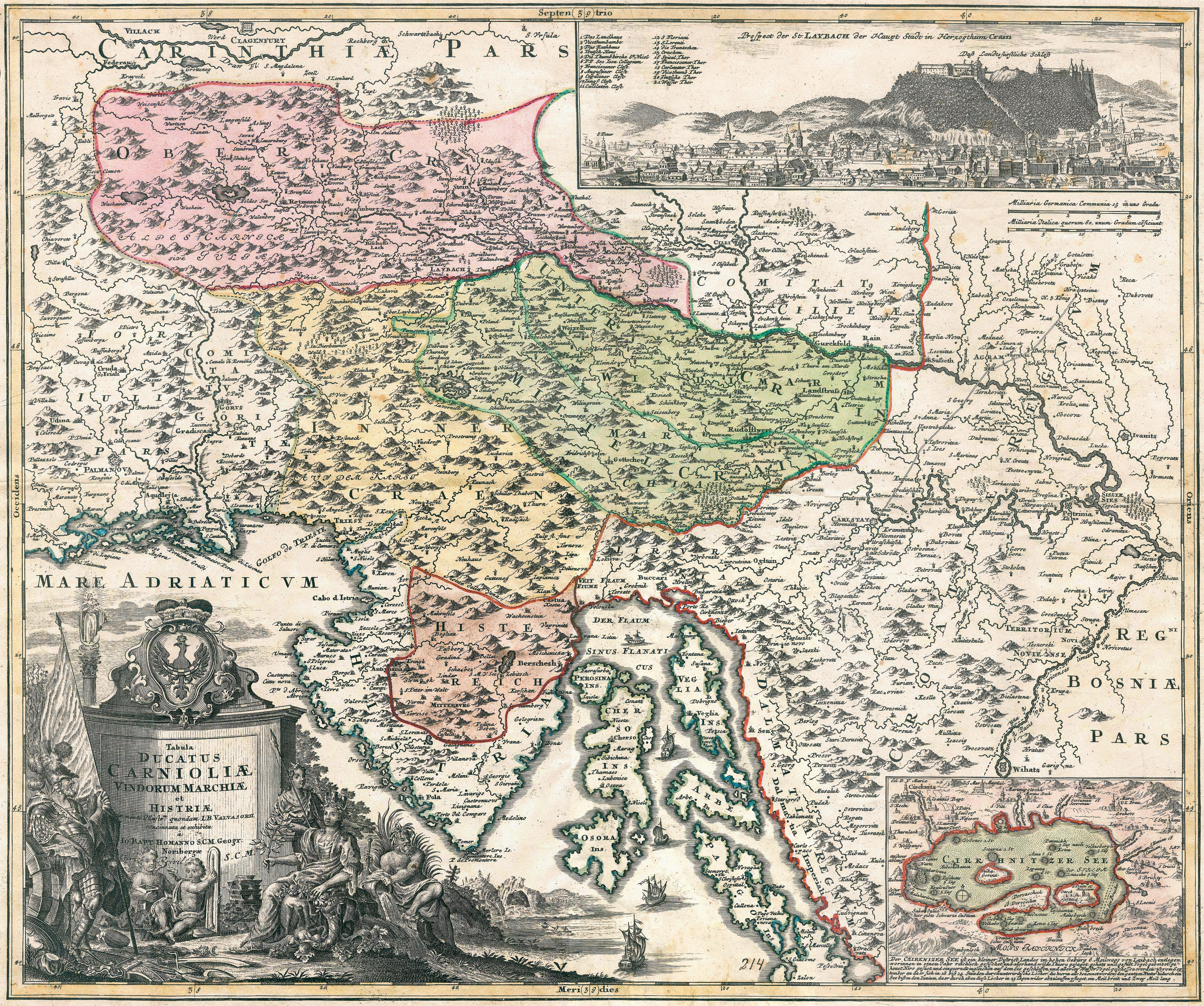
Karte des Herzogtums Krain aus dem Jahr 1714

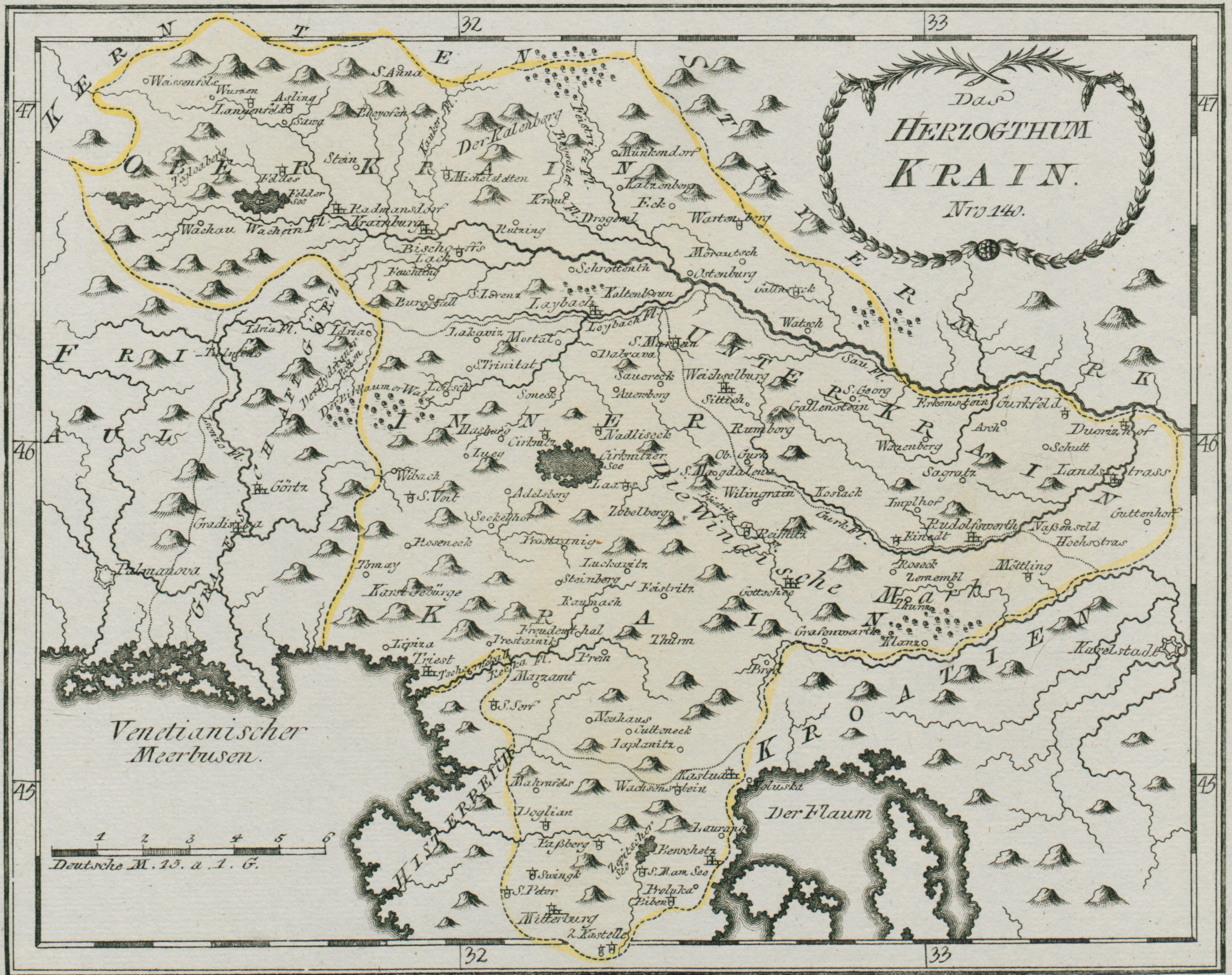
Karte des Herzogtums Krain aus dem Jahr 1791

Das Land Krain (slowenisch [Dežela] Kranjska ‚[Land] Krain‘, mittellateinisch und italienisch Carniola, französisch Carniole) war um 973 (nach anderen Quellen 976) eine dem Herzogtum Kärnten vorgelagerte Mark. Nach der Abtrennung von Kärnten um 1002 wurde die Krain eine selbstständige Grenzmark mit eigenen Markgrafen. Ab 1364 war sie Herzogtum und ab 1849 österreichisches Kronland. Nach dem Ende des Ersten Weltkrieges 1918 ging die Krain in Slowenien auf, das dem SHS-Staat angehörte, der 1929 von König Aleksandar I. Karađorđević in Königreich Jugoslawien (Kraljevina Jugoslavija) umbenannt wurde. Heute ist das ehemalige Herzogtum Krain Teil der Republik Slowenien, jedoch keine Gebietskörperschaft. Die einstige Hauptstadt des Herzogtums Laibach ist heute mit slowenischem Namen Ljubljana die Hauptstadt Sloweniens.

## Herkunft des Namens
Der Name Krain soll aus dem kelto-romanischen carniola und dem slowenisch krajina entstanden sein. In der Spätantike war aus geographischer Sicht mit Carniola, der ‚kleinen Carnia‘, nur der größere Teil der späteren Oberkrain mit der Stadt Carnium/Krainburg/Kranj gemeint. Die ‚große‘ Carnia ist das benachbarte heutige Friaul (nach dem die Karnischen Alpen heißen; der Name Cjargne in Friulano, Cjargna/Cjargno in Friulano carnico ist noch üblich). Das sicherlich jüngere krajina bedeutet in allen slawischen Sprachen ‚Gegend, Landschaft, Region‘ bzw. ‚Mark, Grenzland‘ im Sinne der fränkischen marchia (vgl. z. B. Ukraine). Es dürfte nach heutiger Meinung der Namensforschung als Stützung des alten lateinischen Raumnamens gedient haben, nicht aber als Wurzel. Die lateinische Form selbst ist eine Entlehnung aus dem Keltischen, *karno bedeutete wohl allgemein ‚Spitze, Anhöhe, Hügel, Steinhaufen‘, also in etwa ein einfacher Bergname ‚Steinberge‘ für die Südlichen Kalkalpen (das historische Konzept der Alpes Carnicae ist umfassender als heute).

## Das Wappen der Krain und ihre Landesfarben

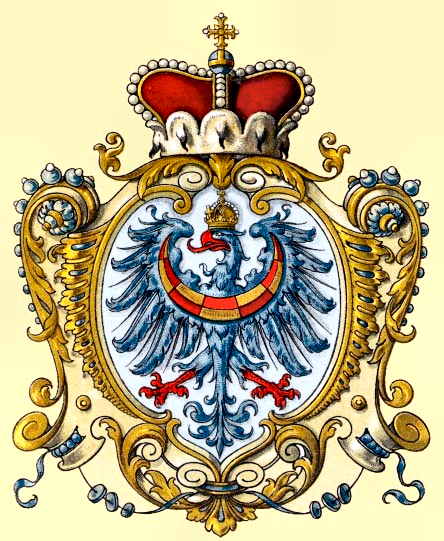
Wappen des Herzogtums Krain (1849–1918)

Weiß-Blau-Rot, die Landesfarben der Krain ab 1916

Das Wappentier im Wappen des Herzogtums Krain ist ein Adler, der auf die Grafen von Andechs-Meranien, die einstigen Markgrafen von Krain, zurückzuführen sei. Überliefert wird ein weißer Adler im blauen Feld. Auch Ottokar II. Přemysl führte als „dominus Carniole“ 1269 den Krainer Adler in seinem Münzsiegel.
Mit dem Beginn der Herrschaft der Habsburger nahm das Wappen konkrete Formen an, jedoch mit wechselnden Tingierungen. Die Farbe des Adlers war seither immer blau, das Feld wechselt zunächst jedoch zwischen Silber (Weiß) und Gold (Gelb), bis sich das Gold durchsetzte. Blau und Gold waren seither auch die Landesfarben der Krain. Die Spange, auch als Mond bezeichnet, auf der Brust des Adlers, die schon bei Ottokar Přemysl zu sehen war, war rot-silbern geschacht. Die Farben der Spange wechselten jedoch auch später zwischen Rot-Gold und Rot-Silber.
Im Jahre 1463 besserte Kaiser Friedrich III. das Wappen der Krain als Dank für den Entsatz und militärische Hilfe dieses Landes anlässlich seiner Belagerung in der Wiener Hofburg im Jahre 1462 im Erbschaftsstreit mit seinem Bruder Albrecht VI. Der blaue Adler, nunmehr im goldenen Feld und einer rot-gold geschachten Spange auf der Brust, bekam die Kaiserkrone auf den Kopf. Die Spange wurde damals zuweilen noch rot-weiß dargestellt.
Um 1915 wurden die Farben festgelegt: ein blauer Adler im goldenen Feld belegt mit einer rot-golden geschachten Brustspange.
Die Darstellung des Wappens nebenan zeigt den rotbewehrten (Bewehrung: Krallen, Schnabel), blauen Adler mit einer von Rot und Gold geschachten Spange auf der Brust und der Kaiserkrone auf dem Kopf in einer goldenen Kartusche mit dem Fürstenhut.
Die Landesfarben waren stets Blau und Gold, niemals Rot und Gold. Erst im Jahre 1916 wurden Weiß-Blau-Rot (die panslawischen Farben) offiziell als Landesfarben eingeführt. Diese Farben sind auch im aktuellen Wappen der Republik Slowenien zu finden.

## Territoriale Gliederung des Landes

Die Krain (2) ist eine der fünf historischen Regionen Sloweniens. Sie wird eingeteilt in:2a: Oberkrain
2b: Innerkrain
2c: Unterkrain und Weißkrain.

Das Territorium des Herzogtums war im Verlauf seiner Geschichte häufigen Veränderungen unterworfen. Zur Zeit der größten Ausdehnung der Krain gehörten dazu weite Teile des Triester Litorales, das nördliche Istrien und sogar Castau (Kastav), Khlan (Klana) und Fiume (Rijeka). Die Gliederung erfolgte nach verwaltungstechnischen und militärischen Aspekten. Valvasor (1641–1693), der Verfasser des Werks Die Ehre des Herzogtums Krain, nennt fünf Regionen als Teile der Krain:
- Oberkrain / Gorenjska erstreckte sich im Westen entlang der Linie Weißenfels (Fusine in Valromana) an der Grenze zu Kärnten über den Wocheiner See (Bohinjsko jezero), entlang der Julischen Alpen bis Idria (Idrija) und von dort bis zum Fluss Laibach (Ljubljanica) und der Stadt Laibach (Ljubljana). Im Norden grenzte es an Kärnten und im Osten an die Untersteiermark. Die Grenze zu Unterkrain waren im Osten der Laibach (Ljubljanica) und im Norden die Save. Mittelpunkt waren die Städte Stein (Kamnik) und Krainburg (Kranj). Dieser Landesteil ist geprägt durch die Alpen (Steiner Alpen, Karawanken, Julische Alpen, Schwarztal).

- Unterkrain / Dolenjska grenzte im Westen an den Laibach (Ljubljanica) und erstreckte sich in östlicher Richtung zwischen der Save als nördlicher Grenze und der Gurk (Krka) als südliche Grenze keilförmig bis zur Mündung der Gurk in die Save. Größere Orte waren Rudolfswerth (Novo mesto), Littai (Litija), St. Martin (Šmartno pri Litiji), St. Veit (Šentvid) in der Nähe des Klosters Sittich, Treffen (Trebnje) und Weichselberg (Višnja Gora).
- Die Bela krajina (Weißkrain) wird häufig trotz der Unterschiede in Geschichte, Kultur und lokaler Sprache zur Unterkrain gezählt.

- Mitterkrain lag zwischen der Gurk und der Kulpa. Zu Mitterkrain gehörten damals die Gegenden um Möttling (Metlika), Tschernembl (Črnomelj), Gottschee (Kočevje) sowie Zirknitz (Cerknica) mit dem Zirknitzer See. Im Westen reichte sie bis zur Linie Pölandt (Poljane), Auersperg (Turjak), Guetenfeld (Dobrepolje), Ortenegg (Ortnek), Reiffnitz (Ribnica), Gottschee (Kočevje), Costel (Kostel) bis zur Kulpa. Später wurde Mitterkrain Teil Unterkrains.

- Innerkrain / Notranjska mit den Hochkarstregionen des Ternowaner Waldes (Trnovski gozd) und des Birnbaumer Waldes (Hrušica) und den Städten Idria (Idrija) und Adelsberg (Postojna) schloss im Norden an die Oberkrain und im Osten an die Mitterkrain an. Die westliche Grenze verlief nach Süden von Idria bis Tybein (Duino), machte einen Bogen um Triest, verlief in östlicher Richtung bis St. Kanzian (Škocjan), danach entlang des Flusses Reka über Guetenegg (Gotnik), Jablanitz (Jablanica) und von dort bis zum Fluss Kupa.

- Istrien: Valvasor schrieb einleitend darüber so: „In Istrien, das ist im fünften Teil des Landes Krain, leben zweierlei Bewohner, nämlich Fiumarer, Dalmatiner oder Liburnier und echte Istrianer“, wobei er Istrien oft auch Isterreich und seine Bewohner Isterreicher nannte. Auf Johann Homanns Karte des Herzogtums Krain wird im Jahr 1714 die Variante Histereich genutzt (s. Abbildung). Die Teile Istriens, die zur Krain gehörten, schlossen im Norden an die Innerkrain an. Im Westen verlief die Grenze nach Süden von St. Kanzian über Karstberg, Antignana, von dort schwenkt sie bei St. Peter im Walde (Sveti Petar u Šumi) in östlicher Richtung über Mitterburg (Pazin), Berschetz (Brseč), Lauran (Lovran), Wolauska (Volosko) bis Fiume (Rijeka). Von dort verlief die Grenze nach Norden entlang des Flusses Fiumara (Rječina) bis zur Kolpa.

Diese Unterscheidung schlägt sich auch im Brauchtum und den Mundarten nieder (vgl. Slowenische Mundarten).

## Heutige Landesteile der Krain

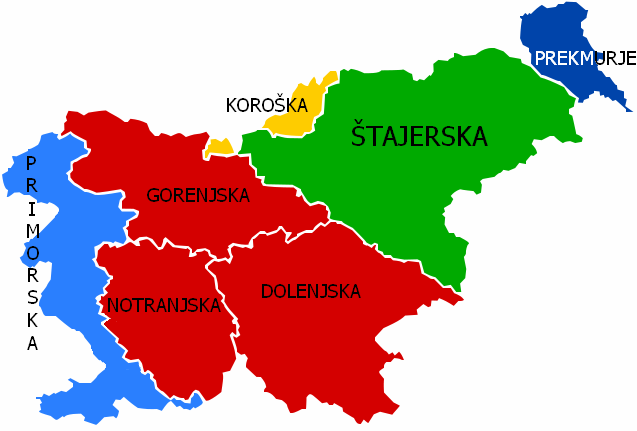
Die Landesteile der Krain

Oberkrain / Gorenjska: siehe Hauptartikel Oberkrain
Innerkrain / Notranjska: siehe Hauptartikel Innerkrain
Unterkrain / Dolenjska: siehe Hauptartikel Unterkrain
sowie südwestlich des Uskokengebirges
- Bela krajina (Weiße Mark, Weißkrain): siehe Hauptartikel Bela krajina

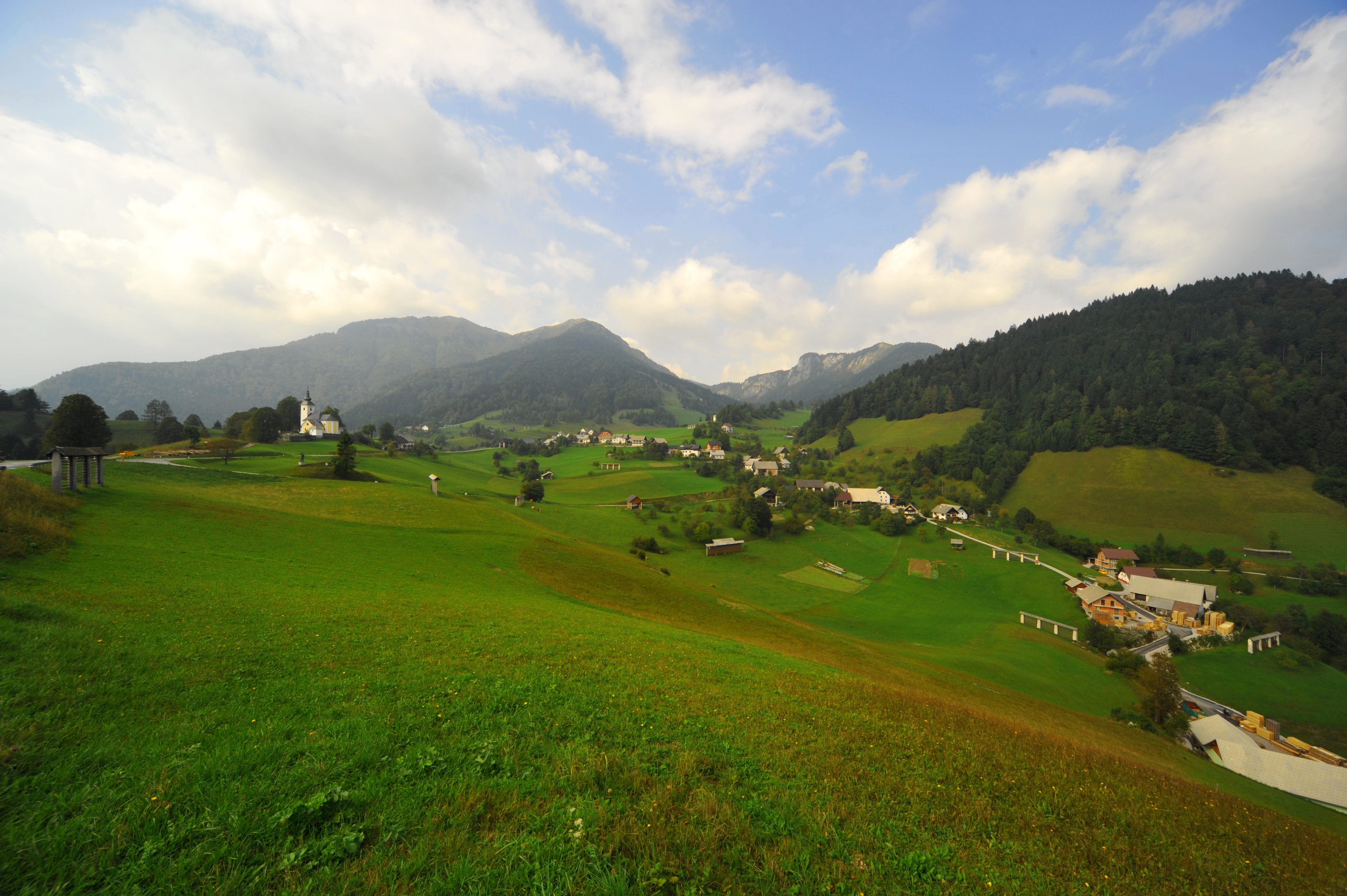
Die Oberkrain, bei Sorica / Zarz
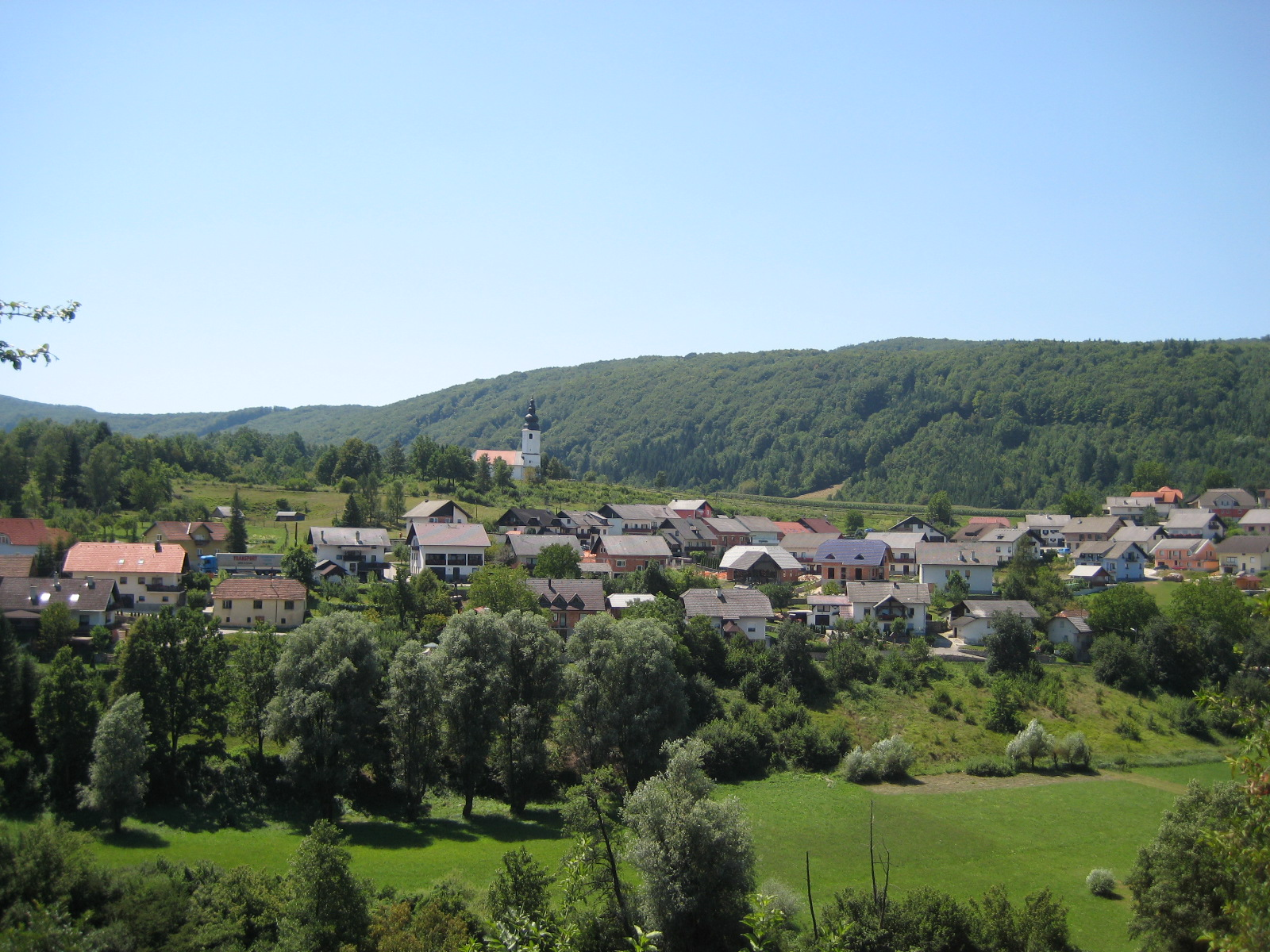
Sveti Rok im südlichen Hügelland der Unterkrain
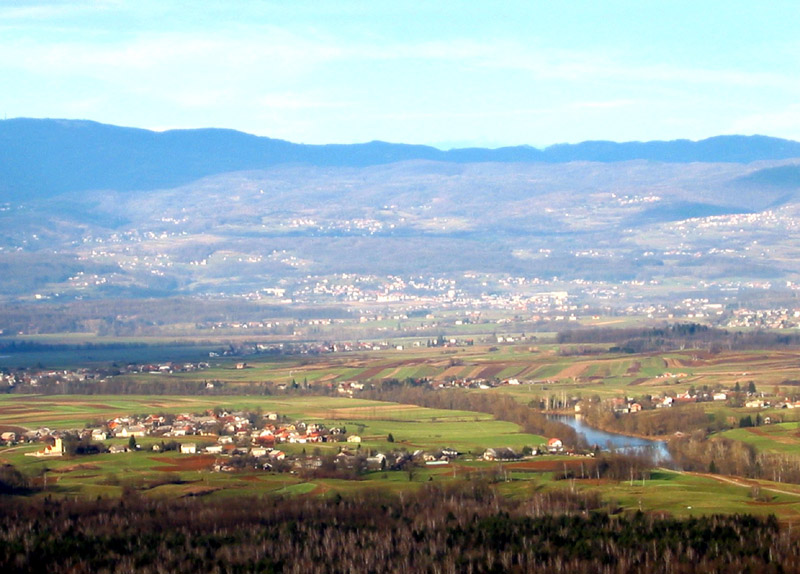
Die Bela krajina (Weißkrain) bei Kolpa

## Geschichte

### Vorgeschichte
In der Antike war das Gebiet Teil der Provinz Pannonien. In der Zeit der Völkerwanderung verlief hier über den Pass des Birnbaumer Waldes eine wichtige Durchzugsroute germanischer Stämme auf ihrem Weg nach Italien. Die Langobarden ließen sich hier zunächst nieder. Nach ihrem Abzug nach Italien im Jahre 568 wurde die Region um 590 von Alpenslawen besiedelt. Im 8. Jahrhundert kam das Land gemeinsam mit Kärnten als Karantanien an Bayern und mit diesem an das Frankenreich. Karl der Große ließ das Land vorerst von Friaul aus verwalten.

### Markgrafschaft Krain
Das 1040 als eigene Markgrafschaft organisierte, 973 erstmals als Krain erwähnte Gebiet wurde kirchlich von Aquileia aus betreut. Weltlich war das Land vorerst an das 976 zum Herzogtum des Heiligen Römischen Reiches erhobene Kärnten gebunden. Die Mark Krain bestand damals aus dem heutigen Oberkrain mit Krainburg (heute Kranj), wo auf der dortigen Burg der damalige Markgraf seinen Sitz hatte, aus dem Laibacher bzw. Ljubljanaer Kessel und dem keilförmigen Gebiet, das im Osten von St. Marein (Šmarje), Großlassitsch (Velike Lašče) und den Gottscheer Wäldern (Gottscheer Horn), im Westen von Laas (Lož), Zirknitz (Cerknica) und Alben (Planina) begrenzt wurde. Mitte des 16. Jahrhunderts gehörte die Burg Johann von Khissl, der sie umbaute und in Khisslstein bzw. Kieselstein umbenannte.
Nach der Jahrtausendwende gelang die Abkoppelung Krains von Kärnten. Dies war zugleich der Beginn engerer Beziehungen zur Mark an der Sann (Savinjska krajina) und zu Istrien (Istra). Die Grenzen Krains waren von da an fließend und änderten sich nach den durchgesetzten Machtansprüchen benachbarter Territorien. Die ersten eigenständigen Markgrafen waren die bayerischen Grafen von Sempt-Ebersberg, die von 1036 an ihren Machtanspruch auch über die südlich der Save gelegenen Teile der Mark an der Sann ausdehnten. Als Markgraf folgte 1058 Ulrich von Weimar-Orlamünde, damals amtierender Markgraf von Istrien. 1063 entriss er Kroatien einen schmalen Küstenstreifen im äußersten nördlichen Zipfel des Kvarner (Quarnero), der Bucht von Rijeka bzw. Fiume. Dieses Stück Land zwischen Rijeka und Brseč wurde fortan als Meran oder Meranien bezeichnet.
Nachfolger der Weimarer wurden 1077 die Patriarchen von Aquileja. Sie blieben Markgrafen von Krain nominell bis 1282; das Land war aber an Adelshäuser verpfändet. Um die tatsächliche Macht in Krain wetteiferten seit 1086 Aquilejas weltliche Verwalter Krains und Angehörige mächtiger Dynastien: die Eppensteiner, die Grafen von Andechs-Meran, die Weichselberg und die Grafen von Görz. Der letzte Babenberger, Friedrich II., der Streitbare, heiratete 1229 Agnes von Andechs und Meranien und kaufte Besitzungen des Hochstiftes Freising auf. Auch die Spanheimer griffen in das Ringen um Einfluss und Macht ein.

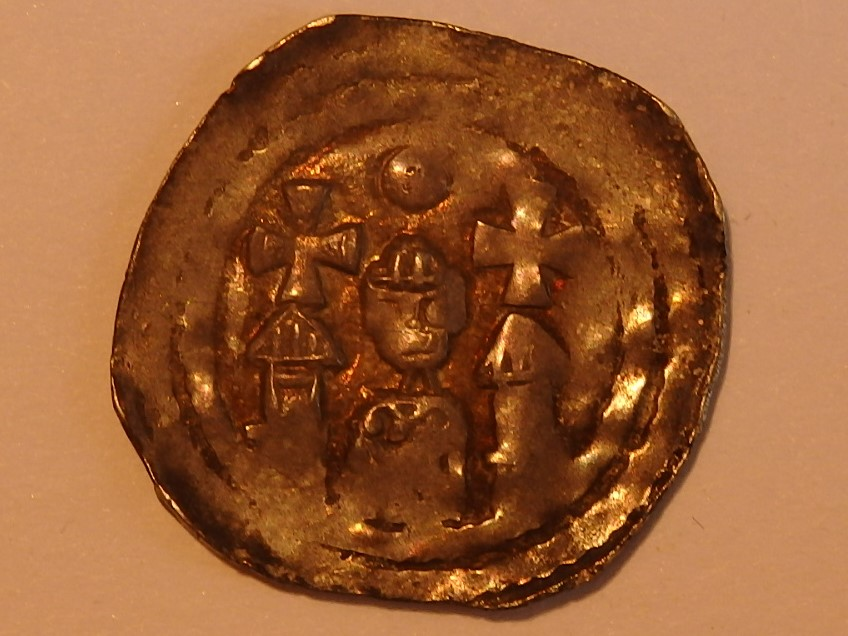
Krainer Pfennig, 13. Jahrhundert (1218–51)

Die Adelsgeschlechter und das Stift Freising erhoben von ihnen gegründete Siedlungen als Teil ihrer Machtpolitik zu Städten: So wurden Stein (Kamnik), Krainburg (Kranj), Laibach (Ljubljana), Landstraß (Kostanjevica na Krki) und Bischoflack (Škofja Loka) im 13. Jahrhundert urkundlich als Städte genannt.
Weltliche und geistliche Grundherren brachten deutsche Siedler ins Land. Bischoflack (Škofja Loka) wurde zum Hauptort deutscher Bevölkerung, doch gingen die Deutschen bald in der slowenischsprachigen Umgebung auf. Nur in wenigen Orten, z. B. in Zarz (Sorica) hielt sich die deutsche Sprache. Zahlreiche Orte haben daher einen vormals verwendeten deutschen Namen. Die Städte Krains bewahrten ihren deutschen Charakter bis ins 19. Jahrhundert.
Nach dem Aussterben der herzoglichen Spanheimer riss der König von Böhmen, Ottokar II. Přemysl, der damals auch in Österreich und der Steiermark herrschte, Krain 1269 an sich und behielt das Gebiet bis zu seinem Tod in der Schlacht auf dem Marchfeld (26. August 1278), aus der Rudolf von Habsburg, der neue römisch-deutsche König, als Sieger hervorging.
Nach dem Sieg auf dem Marchfeld begann Rudolf (1218–1291) mit größter Vorsicht den Aufbau seines dynastischen Territoriums. Die ehemaligen Territorien der Spanheimer und der Babenberger in Krain vergab er 1279 als deutscher König als Pfand und nicht als Lehen, und zwar an seinen treuesten Verbündeten, den Grafen Meinhard II. von Görz und Tirol, den er 1286 zum Herzog von Kärnten erhob.
Rudolf belehnte dann zwar 1282 seine beiden Söhne, Albrecht und Rudolf, Vater des Johann Parricida, formal auch mit der Markgrafschaft Krain, das Pfandrecht (und damit die tatsächliche Herrschaft) blieb jedoch bis zum Aussterben der älteren tirol-kärntnerischen Linie der Meinhardiner 1335 bei dieser.

### Besitz der einzelnen Dynasten und Bistümer in der Mark
Auf den Burgen saßen Ministerialen der jeweiligen Eigentümer, die sich zumeist auch nach der deutschen Bezeichnung der Burg nannten.
Weimar-Orlamünde (1058–1070)
Der Besitz der Weimar-Orlamünde lag überwiegend in Oberkrain. Die Güter erstreckten sich von den Karawanken bis zum Fluss Kokra / Kanker mit Naklo / Naklas, danach in östlicher Richtung über einen breiten Streifen bis Smlednik / Flödnigg und die Oberkrainer Ebene bis Trojane.
Weichselberg (Anfang 11. Jahrhundert bis 1209)
Der Besitz der Weichselberger – Erbteil der Hemma von Gurk (siehe Askuiner) – lag überwiegend in Unterkrain am Oberlauf der Krka und umfasste Višnja Gora / Weichselburg und Litija / Littai bis zu den westlichen und südlichen Ausläufern der Gorjanci / Uskokengebirge mit den Burgen:
- Čretež / Reutenberg (östl. Mokronog),
- Hmeljnik / Hopfenbach,
- Kronovo / Cronowe,
- Mehovo / Maichau
- Mokro polje / Nassenfeld
- Mirna / Neudegg
- Prapreče / Lichtenberg (bei Grosuplje),
- Slepšek bzw. Slepčjek / Plintenbach (Blindenbach),
- Višnja Gora / Weichselberg

Grafen Andechs-Meran (1093–1291)
Seit etwa 1100 kamen Teile des einstigen Besitzes der Weimar-Orlamünde an die Grafen von Andechs. Es waren die Gebiete von Motnik / Möttnik und Trojane bis zur Kokra und Kranj, von den Kamniške Planine / Steiner Alpen bis zur Save, mit Kamnik / Stain als Zentrum und mit den Burgen:
- Breg / Willingrain
- Brnik
- Cerklje / Zirklach,
- Kamnik, Stari grad / Oberstein (1202)
- Kokra / Kanker
- Limberk / Lilienberg, Lilgenberg,
- Mekinje / Minkendorf
- Mengeš / Mannsburg
- Olševek / Olswich
- Preddvor / Höflein (1156)
- Spitalič / Poxrugkghoff (vor 1231)
- Turn pod Novim gradom / Thurn unter Neuburg (1156)
- Velesovo / Michelstetten
- Višnja Gora / Weichselberg (1209–1231)
- Vranja peč / Rabensberg

Nach 1209 fiel an die Familie Andechs-Meran auch der überwiegende Teil des Besitzes der Weichselberg.
Spanheim (ca. 1100–1269)
Die Spanheimer besaßen schon zu Beginn des 12. Jahrhunderts Ljubljana / Laibach mit Umgebung. Später kamen noch ausgedehnte Ländereien am Unterlauf der Krka im Bereich des heutigen Kostanjevica na Krki hinzu.
- Falkenberg
- Goričane
- Ig / Igg (bis 1269)
- Jeterbenk / Hertenberg (bis 1269)
- Kostanjevica na Krki / Landstraß (bis 1269)
- Kravjek / Weineck
- Polhov gradec / Billichgrätz
- Sostro / Osterberg

Später eroberten die Spanheimer auch das Gebiet Krško polje bis zu den Gorjanci.
Grafen von Görz-Tirol (1279–1374)
Der Besitz der Meinhardiner (Görzer Grafen) lag überwiegend in der Windischen Mark und in der Weißkrain.
- Gradac / Gräz (nach 1271–1338)
- Hmeljnik / Hopfenbach (1271–1374)
- Kostanjevica na Krki / Landstraß (1271–1324)
- Kozljak / Waxenstein (1271–1374?)
- Kozjak / Kosiek (1271–1374)
- Lupoglav / Mahrenfels (1271–1374)
- Mehovo / Maichau (1271–1374)
- Metlika / Möttling (1271–1374)
- Pazin / Mitterburg (1271–1374)
- Rožek / Rosseg (bei Podturn pri Dolenjskih Toplicah) (1271–1374)
- Stara Soteska / Alteinöd (1271–1374)
- Šumberk / Schönberg (1271–1374)
- Žužemberk / Seisenberg (1271–1374)

Grafen von Ortenburg (1262–1418)
Der Besitz der Grafen von Ortenburg lag mit wenigen Ausnahmen überwiegend im Bereich der heutigen Unterkrain.
- Čušperk / Zobelsberg (1262–1418)
- Goričane / Görtschach (14. Jahrhundert bis 1418)
- Kamen / Stain (14. Jahrhundert bis 1418)
- Kočevje / Gottschee (1247–1418)
- Kostanjevica na Krki / Landstraß (1324–1418)
- Kostel / Grafenwarth (14. Jh. bis 1418)
- Litija / Littai (14. Jahrhundert)
- Lož / Laas (14. Jh. bis 1418)
- Ortnek / Orttenegg (14. Jh. bis 1418)
- Podvin / Podwein (14. Jh. bis 1418)
- Radeče / Ratschach (14. Jh. bis 1418)
- Radovljica / Radmannsdorf (1418)
- Ribnica / Reiffnitz (1263–1418)
- Stari grad / Altenburg (1350–1418)
- Štatenberk pri Gornjem Mokronogu / Stattenberg bei Obernassenfuß (1291–1418)
- Trebnje / Treffen (14. Jh. bis 1418)
- Višnja Gora / Weixelburg (14. Jh. bis 1418)

Auersperg
Das hochfreie Geschlecht der Auersperg (Adolf IV., Engelbert I. und II., Konrad, Ottoman I. Pilgrim I. u. II.) besaß:
- Ribnica / Reiffnitz (vor 1227)
- Turjak / Altauersperg (seit 1067)
- Vinica / Weinitz (1227)

Patriarchat von Aquileja
- Cerknica / Zirknitz
- Kočevje / Gottschee (bis 1247)
- Kostel / Grafenwarth (14. Jahrhundert)
- Lož / Laas
- Planina / Alben

Bistum Freising
- Herrschaft Laas, die Selška / Seltzacher Tal und Poljanska dolina / Pöllaner Tal umfasste, sowie Sorško polje / Zeierebene
- Klevevž / Klingenfels (vor 1622)
- Škofja Loka / Bischoflack (973–1805)
- Šuta / Schütthof (zweite Hälfte 15. Jahrhundert)

Bistum Brixen
- Bled / Veldes (1004–1803, 1814–1858) mit Umgebung, einem Teil von Bohinj / Wochein und einem Streifen entlang der Karawanken: von Dobernik / Döbernig bis zur Tržiška Bistrica / Neumarktler Feistritz

### Herzogtum Krain

Historische Karte Innerkrains, Ende 18. Jahrhundert

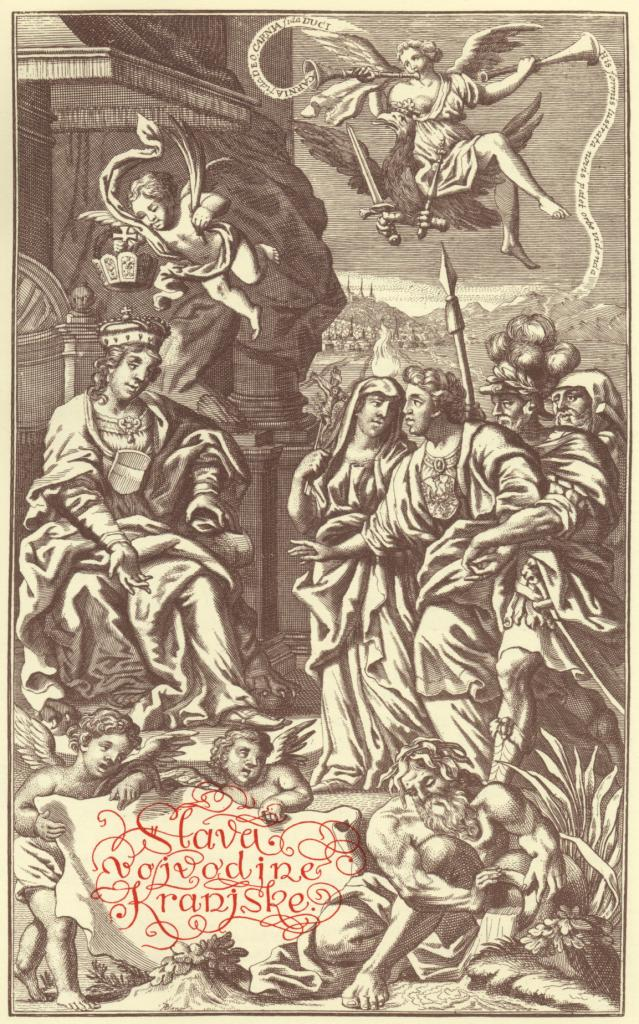
Allegorie der Krain (rechts), aus dem Werk Die Ehre dess Hertzogthums Crain

Erst 1335, mit dem Tod Heinrichs von Kärnten, der ohne männlichen Nachfolger starb, erlosch das Pfandrecht und Krain kam endgültig an Habsburg. Am 2. Mai 1335 übertrug Kaiser Ludwig der Bayer in Linz den Brüdern Albrecht und Otto (dem Fröhlichen) die Herzogtümer Kärnten und Krain als Reichslehen. Seit 1364 wird auf Veranlassung Rudolfs IV., „des Stifters“ und mittels Privilegium Maius selbsternannten Erzherzogs von Österreich, Krain als Herzogtum bezeichnet (eine Rangerhöhung, die dem Kaiser vorbehalten gewesen wäre). Rudolf IV. gründete im Jahre 1365 in Unterkrain an der Krka die nach ihm benannte Stadt Rudolphswerth (historische Schreibweise), das heutige Novo mesto.
1374 erbte Habsburg auf Grund eines 1363/64 geschlossenen Erbvertrages von Graf Albert IV. von der jüngeren (albertinischen) Linie der Görzer Meinhardiner die Windische Mark, die Weiße Mark (Möttling) und Poik. Diese Gebiete wurden nun gemeinsam mit Krain verwaltet und später in das Herzogtum Krain einbezogen.
Bei beiden Erbteilungen der Habsburger im 14. bis 16. Jahrhundert war Krain Teil Innerösterreichs, d. h., es wurde von Graz aus verwaltet. Die Landesgrenzen blieben vom Ende des 15. Jahrhunderts bis zum Ende der Habsburgermonarchie im Wesentlichen unverändert.
Im 15., 16. und 17. Jahrhundert musste sich Krain wiederholt osmanischer Angriffe und Plünderungszüge erwehren, die Türkenschlacht von Radkersburg ist aber vermutlich eine Erfindung des 17. Jahrhunderts. Im 17. Jahrhundert publizierte Johann Weichard von Valvasor (Janez Vajkard Valvasor), ein einheimischer Aristokrat, wichtige Werke zur Landesgeschichte und -beschreibung. Das meistgenannte trägt den Titel Die Ehre dess Hertzogthums Crain, den Untertitel das ist, Wahre, gründliche, und recht eigendliche Belegen- und Beschaffenheit dieses Römisch-Keyserlichen herrlichen Erblandes und ist 1689 in Laibach erschienen.
Ständische Ordnung und landständische Verwaltungsorganisation im Herzogtum Krain
Insbesondere unter der Herrschaft der Habsburger entstand in Krain beständig eine straff organisierte landständische Verwaltung. Um das Jahr 1410 begannen regelmäßige Sitzungen der Landstände. Im Krainer Landtag, in dessen Händen die Verwaltung des Landes lag, saßen Vertreter der vier Stände: der Geistlichkeit, der Herren, der Ritter und der landesfürstlichen Städte.
- Zur Geistlichkeit gehörten die Bischöfe von Laibach, Freising und Brixen, der Deutschordenskomtur zu Laibach, der Dompropst zu Laibach, der Dompropst zu Rudolfswerth (Novo mesto), die Äbte von Sittich, Landstraß und Freudental, der Domdechant und sechs weitere Kanoniker des Laibacher Domkapitels.
- Den Herrenstand vertraten die Fürsten, Grafen und Freiherren.
- Den Ritterstand vertraten die übrigen Adeligen und die s. g. Landleute.
- Den vierten Stand vertraten die Stadtrichter der landesfürstlichen Städte.

Zur Verwaltung von Krain gehörten folgende Ämter:
- An der Spitze stand der Landeshauptmann als Vertreter des Landesfürsten. Er hatte den Vorsitz sowohl bei Gericht als auch in der Verwaltung, die jedoch völlig getrennt agierten. Als oberster Landesbeamter stand er auch an der Spitze der ständischen Streitmacht. Dieses Amt war landesfürstlich, d. h., der Landeshauptmann wurde vom Landesfürsten eingesetzt und besoldet und war nur dem Landesfürsten gegenüber verantwortlich.
- Der Landesverweser (Praetor Provinciae) fungierte beim Landgericht als Vertreter des Landeshauptmanns in dessen Abwesenheit. Er fällte Urteile zusammen mit den zugeordneten Beisitzern. Dieses Amt war ebenfalls landesfürstlich.
- Der Landesverwalter war Vertreter des Landeshauptmanns in dessen Abwesenheit. Auch dieses Amt war landesfürstlich.
- Der Vicedom war in definierten Verwaltungsgebieten beamteter Stellvertreter des Landesfürsten, Leiter des Finanzwesens und Ansprechpartner für gerichtliche Appellation.
- Die Verordneten, ad oeconomiam provinciae bestimmte Personen, d. h., sie waren beratend tätig bei Angelegenheiten der Wirtschaft, der Steuern, Kontributionen und ähnlichem. Die Abgeordneten kamen aus den Ständen der Geistlichkeit, der Herren und der Ritter. Sie wurden von den Landständen auf drei Jahre gewählt, um nach deren Weisungen die Angelegenheiten des Landes zu beraten, zu verwalten und durchzuführen.
- Der Generaleinnehmer verwaltete die Gelder des Landes.
- Der Buchhalter war verantwortlich für die ordnungsgemäße Führung der Urbarien (Grundbücher) und ähnliches.
- Der Landessekretär war verantwortlich für die ordnungsgemäße Abwicklung und Führung aller Angelegenheiten des Landes.
- Der Registrator war verantwortlich für die Führung des Landesarchivs.
- Der Zahlmeister war verantwortlich für die Auszahlung des Soldes.
- Der Proviantmeister – mit dem ständigen Sitz in Fiume/Rijeka (historische Bezeichnung: St. Veit am Flaum) – war verantwortlich für die Versorgung der kroatischen und der Meergrenze.
- Der Weisbote war die Bezeichnung für den Vollstreckungsbeamten.

Die ständische Streitmacht
Sie bestand aus der Ritterschaft und aus dem Aufgebot. Den Oberbefehl hatte der Landeshauptmann.
Zur Ritterschaft gehörten die Landleute (der Adel), mit jeweils einem reisigen Knecht. Die Zahl der Reiter war nicht festgesetzt. Sie bestand aus zwei Kompanien, einer blauen und einer gelben (Landesfarben von Krain). Befehligt wurden sie jeweils von einem Rittmeister und zwei Leutnants, nämlich einem Kapitänleutnant (historisch Capitain-Lieutenant) und einem Leutnant, sowie einer entsprechenden Anzahl von Unteroffizieren. Hinzu kamen jeweils zwei Kornetts, ein Trompeter, ein Pauker und ein Zeugwart.
Das Aufgebot – das gemeine Fußvolk – wurde zu Valvasors Zeiten von fünf Hauptleuten – entsprechend der damaligen Gliederung des Landes (Ober-, Unter-, Mittel-, Innerkrain und Istrien) – befehligt. Je nach Bedarf wurde jeder zehnte, zwanzigste, dreißigste oder fünfzigste waffenfähige Mann aus dem Land, es waren zumeist Bauernsöhne, einberufen. Sie waren gut ausgebildet und mussten sich unverzüglich einfinden.
In Diensten standen auch zwei Kriegskommissare, die mit unterschiedlichen militärischen Aufgaben betraut waren.

### Illyrische Provinzen (1809–1813)
Während der Napoleonischen Kriege wurde Krain 1807–1809 wie einige andere österreichische Länder von Napoleon erobert und annektiert. Nach dem Frieden von Schönbrunn von 1809 befahl Napoleon per Dekret die Bildung der Illyrischen Provinzen, in denen der Code civil, das französische Zivilrecht, und das französische Verwaltungssystem eingeführt wurden. Gesetze und Verfügungen wurden auch in slowenischer Sprache veröffentlicht. Hauptstadt dieser sieben Départements des Empire français, deren eines Carniole hieß, und Sitz ihres Generalgouverneurs war Laibach.
Im Laufe des Jahres 1813 eroberte Österreich die verlorenen Gebiete wieder zurück. Mit dem Ersten Pariser Frieden vom 30. Mai 1814 endete die französische Herrschaft in den Illyrischen Provinzen auch de jure. Trotz der Kürze der französischen Herrschaft hatten deren Maßnahmen für Krain weitreichende wirtschafts- und verwaltungspolitische Folgen: Die Stärkung der Landesbehörden gegenüber den feudalen Grundherrschaften, die von den Franzosen durchgesetzt worden war, wurde von Österreich beibehalten. Die Grundherren erhielten die von den Franzosen beendete Patrimoniale Gerichtsbarkeit, die sie in anderen Ländern des Kaisertums Österreich bis 1848 innehatten, in der Krain nicht mehr zurück.
- Siehe auch: Ständische Adelsmatrikel des Herzogtums Krain von 1824, Abschnitt Historischer Hintergrund

### Kronland Krain bis 1918

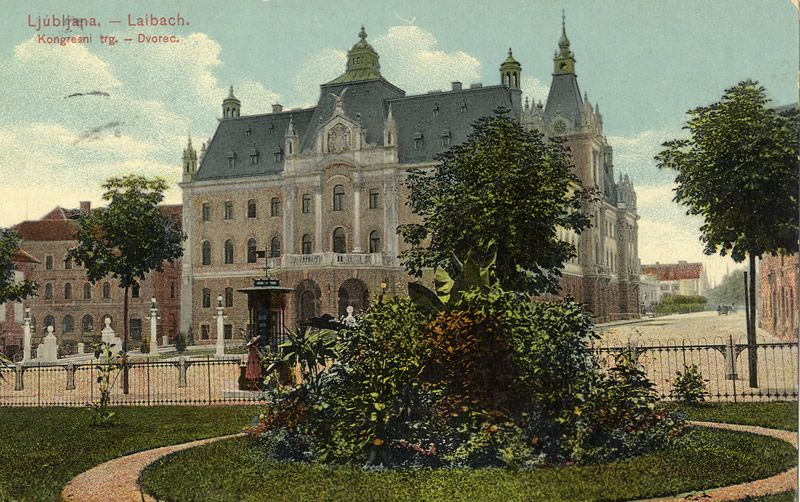
Das Landhaus in Laibach, Sitz des Krainer Landtages, heute Universität von Ljubljana

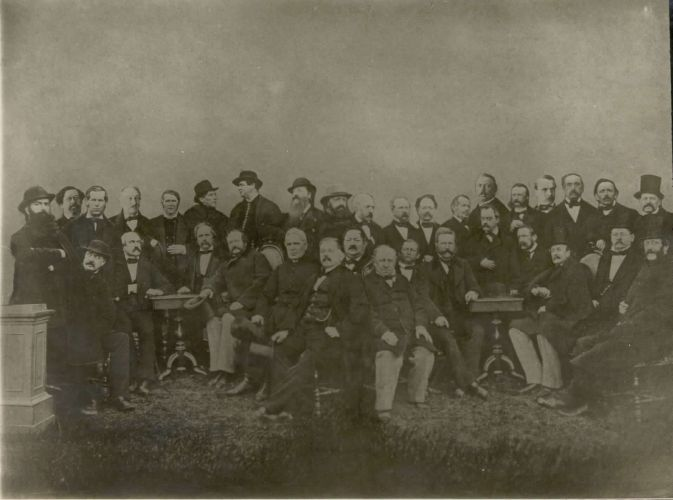
Abgeordnete des ersten Krainer Landtages, 1862

Kronländer Österreich-Ungarns: Die Krain ist mit Nr. 4 bezeichnet

Die wieder österreichisch gewordene Krain wurde vorerst Teil des Königreichs Illyrien, einer Teilgliederung des Kaisertums Österreich.
Von Jänner bis Mai 1821 fand, später als Laibacher Kongress bezeichnet, eine der Tagungen der am Ende des Wiener Kongresses 1815 gegründeten Heiligen Allianz in der Hauptstadt der Krain statt. Kaiser Franz I. von Österreich traf hier mit Zar Alexander I. von Russland, Ferdinand I., König beider Sizilien, und Herzog Franz IV. von Modena zusammen. Es ging darum, die Ruhe in Italien wiederherzustellen, in Neapel und Sizilien die liberale Verfassung der napoleonischen Ära zu beseitigen und die alte Ordnung zu restaurieren.
1849 wurde das Königreich Illyrien aufgelöst und das Herzogtum Krain als eigenständiges Kronland des Kaisertums definiert, das es bis zum 29. Oktober 1918 blieb. Mit der Reichsverfassung 1861 erhielt die Krain wie andere Kronländer eine Landesordnung, die einen Landtag und einen Landesausschuss als Exekutivorgan desselben vorsah. Der in anderen Kronländern Statthalter genannte Vertreter des Kaisers und der Wiener Regierung trug hier den Titel Landespräsident, die Statthalterei hieß offiziell Landesregierung. Seit 1867 zählte das Land zu Cisleithanien, der österreichischen Reichshälfte, und war mit Abgeordneten im Reichsrat, dem Parlament in Wien, vertreten.
1849–1857 verbesserte der Bau der österreichischen Südbahn, der Verbindung Wien–Graz–Laibach–Triest, die Erreichbarkeit des Landes entscheidend. Entlang der Bahnlinie entstanden Industriebetriebe, landschaftlich schöne Gebiete wurden für den Fremdenverkehr erschlossen. Die Hauptstadt Wien war nun ebenso leicht zu erreichen wie Triest, der Haupthandelshafen der Monarchie, und Pola, ihr Hauptkriegshafen. 1901–1906 wurde im Rahmen eines großen Investitionsprogramms der k.k. Regierung in Wien die Wocheiner Bahn von Jesenice / Aßling bis Triest mit einem 6,3 km langen Tunnel und der außergewöhnlichen Salcanobrücke / Solkanski most erbaut, mit der Karawankenbahn (ab 1906) und der Tauernbahn (ab 1909) eine neue Nord-Süd-Verkehrsachse durch die österreichischen Alpen.
Beginnend mit der Revolution von 1848 wurde die Krain das Zentrum der slowenischen Nationalbewegung. Die von 1860 an eingeführten Staatsgrundgesetze Österreichs legten 1867 die Gleichberechtigung aller Nationalitäten im Staat fest. (Das Landesgesetzblatt für das Herzogtum Krain wurde zweisprachig herausgegeben; auch das Reichsgesetzblatt erschien u. a. in slowenischer Sprache; beide sind auf der Website der Österreichischen Nationalbibliothek zugänglich.)
Das Herzogtum Krain hatte im Jahr 1900 9.955 km² und 520.000 Einwohner, davon 30.000–50.000 Deutsche. Der bis ins 19. Jahrhundert politisch dominierende Adel war ausschließlich deutschsprachig. Die alten Eliten in der Krain hielten so lang wie möglich an ihren tradierten Vorrechten fest. Slowenische Abgeordnete hatten allerdings seit 1867 in allen Gesetzgebungsperioden außer einer die Mehrheit im Krainer Landtag; Frauen waren bis 1918 (wie in ganz Cisleithanien) nicht wahlberechtigt.
Schon lang vor dem Ersten Weltkrieg brachten slowenische Politiker bei der k.k. Regierung die Forderung vor, alle slowenischen Gebiete der Monarchie in einem eigenen Kronland zusammenzufassen. Dies konnte wegen des Widerstandes der Deutschen der Steiermark und Kärntens, die ihre Länder nicht verkleinern lassen wollten, nicht realisiert werden.

### Krain ab 1918
Die Änderung der Machtverhältnisse durch die Niederlage Österreich-Ungarns im Ersten Weltkrieg ließ 1918/19 die teilweise Realisierung der alten Forderung auf staatliche Einheit aller Slowenen zu: Das Land Krain ging wie die slowenisch besiedelte Untersteiermark/Štajerska und kleine Randgebiete von Kärnten/Koroška im neuen Slowenien auf. Der slowenische Nationalrat beschloss am 31. Oktober 1918 den Beitritt Sloweniens zum am 29. Oktober vom Agramer Nationalrat ausgerufenen jugoslawischen Staat. Dieser musste zusehen, wie Kriegssieger Italien das Isonzotal, den slowenischen Karst und das bisher Österreichische Küstenland annektierte.
Zweiter Weltkrieg: Im April 1941, während des Balkanfeldzugs, wurde die Krain teils von Truppen der Wehrmacht und teils von italienischen Truppen besetzt. Partisanen bekämpften später unter anderem in der Krain die deutsche Besatzungsmacht. In der Gegend um Gottschee/Kočevje gab es seit dem 14. Jahrhundert eine deutsche Volksgruppe. Rund 15.000 Gottscheer wurden während des Zweiten Weltkrieges unter italienischer Verwaltung in die Untersteiermark umgesiedelt.
Die Krain wurde nach dem Kriegsende 1945 eine Landschaft der Sozialistischen Republik Slowenien, einer Teilrepublik Jugoslawiens.

### Heutige Bedeutung des Landschaftsbegriffes
Der Begriff ist unüblich geworden. Im System der Statistischen Regionen Sloweniens umfasst er in anderen Grenzen hauptsächlich die Gorenjska regija („Bergregion“, etwa die Oberkrain), die Osrednjeslovenska regija („Zentralslowenien“, die ehemalige Mittelkrain), die Primorsko-notranjska regija (zuvor Notranjsko-kraška, ehemalige Innerkrain mit Teilen des Küstenlands/Karsts) und die Jugovzhodna Slovenija regija („Südost-Slowenien“, ehemalige Unterkrain).
Erhalten hat sich das Wort in Ortsnamen wie Kranj (Krainburg), Kranjska Gora („Krainerberg“, deutsch Kronau). Daneben findet es sich in historisierendem Sinne, etwa der Kranjska klobasa, der Krainerwurst (die als Krainer/Käsekrainer auch in Österreich populär ist).

## Kultur und Sehenswürdigkeiten

### Burgen und Schlösser
Das Buch von Majda Smole Graščine na nekdanjem Kranjskem („Herrschaften im einstigen Krain“) umfasst 467 Herrschaften und Herrschaftssitze, vom 10. Jahrhundert an bis zum Ende des österreichischen Landes Krain.
- Burg Grailach (slowenisch Škrljevo) war eine Burg in Unterkrain, über die es kaum Nachrichten gibt. Nach dem slowenischen Historiker Milko Kos (1892–1972) soll sie im Jahr 1043 erstmals erwähnt worden sein. Unter Berufung auf Pater Martinus Bautscherus führt Valvasor die Gründung der Burg auf die heilige Hemma zurück.

- Burg Auersperg (Grad Turjak in der Gemeinde Velike Lašče), Stammsitz des altösterreichischen Adelsgeschlechtes der Grafen und Fürsten von Auersperg.

### Klöster
- Kartäuserkloster Freudental (slowenisch Kartuzijanski samostan Bistra), liegt heute in der Gemeinde Vrhnika (deutsch Oberlaibach); 1255 vom Kärntner Herzog Bernhard von Spanheim gegründet; 1785 von Kaiser Joseph II. aufgehoben. Beherbergt heute das Technische Museum Sloweniens (Tehnični muzej Slovenije).
- Zisterzienserkloster Landstraß (slowenisch Cistercijanski samostan Kostanjevica), liegt einen Kilometer südlich der Stadt Kostanjevica na Krki. Im Jahre 1243 vom Kärntner Herzog Bernhard von Spanheim gegründet; 1785 von Kaiser Joseph II. aufgehoben. Seit 1974 hat hier das Kunstmuseum „Galerija Božidar Jakac“ seinen Sitz, außerhalb dient es der Ausstellung „Forma viva“.
- Dominikanerinnenkloster Michelstetten (slowenisch Ženski dominikanski samostan Velesovo), liegt bei Cerklje na Gorenjskem in Oberkrain. Im Jahre 1238 vom Patriarchen von Aquileja gegründet, 1782 von Kaiser Joseph II. aufgehoben. Die Räume dienen heute als Wohnungen, Schule und als Unterbringung für das kath. Pfarramt.
- Ursulinenkloster Minkendorf (slowenisch Uršulinski samostan Mekinje), liegt bei Kamnik in Oberkrain. Im Jahre 1300 von Sigmund von Gallenberg als Klarissenkloster gegründet, im Jahre 1782 von Kaiser Joseph II. aufgehoben. Im Jahre 1903 erwarben es die Schwestern vom Ursulinenorden.
- Kartäuserkloster Pleteriach (slowenisch Kartuzijanski samostan Pleterje), liegt in Unterkrain bei Šentjernej, gegründet 1403 vom Grafen Hermann II. von Cilli.
- Zisterzienserkloster Sittich (slowenisch Cistercijanski samostan Stična), liegt 2 km nördlich von Ivančna Gorica, ältestes Kloster auf dem Gebiet des heutigen Slowenien. Im Jahre 1136 vom Patriarchen von Aquileja Peregrin gegründet, 1784 von Kaiser Joseph II. aufgehoben, restituiert 1898.

## Demografie
Bevölkerungsgruppen laut kaiserlich österreichischen Volkszählungen:
|          | 1851              | 1880              | 1890              | 1900              | 1910              |
| -------- | ----------------- | ----------------- | ----------------- | ----------------- | ----------------- |
| Slowenen | 408.745 (88,10 %) | 447.366 (92,96 %) | 466.269 (93,45 %) | 475.302 (93,54 %) | 490.978 (93,34 %) |
| Deutsche | 37.626 (8,11 %)   | 29.392 (6,11 %)   | 28.033 (5,62 %)   | 28.177 (5,55 %)   | 27.915 (5,31 %)   |
| gesamt   | 463.956           | 481.243           | 498.958           | 508.150           | 525.995           |

Die Bevölkerung war vorwiegend katholisch. Nach der Volkszählung von 1900 war die Zusammensetzung folgendermaßen:

römisch-katholisch: 506.916 (99,76 %)

evangelisch: 413 (0,09 %)

griechisch-katholisch: 358 (0,07 %)

orthodox: 289 (0,06 %)

israelitisch: 145 (0,03 %)

## Persönlichkeiten
- Herbard VIII. von Auersperg, Landeshauptmann von Krain, Oberbefehlshaber der Kroatischen und Slawonischen Militärgrenze
- Andreas von Auersperg (1556–1593), kaiserlicher General, genannt „der christliche Achilles“ und „der Schrecken der Türken“
- Anton Alexander Graf von Auersperg, Pseudonym: Anastasius Grün, Politiker und politischer Lyriker
- Friderik Irenej Baraga (* 1797 Mala vas bei Trebnje; † 1868 Marquette, Michigan, USA), Bischof, Missionar in den USA
- Anton von Codelli, Erfinder
- Georg Dalmatin, Protestant, Mitarbeiter Primož Trubars; Übersetzer der Bibel aus dem Hebräischen ins Slowenische
- Joseph Kalasanc von Erberg (* 1771 Laibach; † 1834 ebenda), Literatur- und Kulturhistoriker, 1825 Verfasser des Werks Versuch eines Entwurfes zu einer Literar-Geschichte für Crain
- August von Hallerstein, Jesuit, Mathematiker, Astronom, Missionar in China
- Siegmund von Herberstein, Diplomat, Erforscher Russlands und Begründer der Russlandkunde, Verfasser des Werkes Moscovia
- Hans Katzianer, Freiherr zu Katzenstein und Flödnig/Smlednik, Landeshauptmann von Krain und kaiserlicher Obristfeldhauptmann
- Bartholomäus Kopitar, Sprachwissenschaftler, Slawist und Erneuerer/Preroditelj
- Joseph von Cavallar (1739–1812), altösterreichischer Feldmarschall-Leutnant
- Leopold Layer (* 1752 in Kranj; † 1828 ebenda), Maler des Barock
- Anton Thomas Linhart (* 1756 Radmannsdorf (Radovljica); † 1795 Laibach), Freigeist und Erneuerer/Preroditelj, Literat, Historiker, Verfasser des Werks Versuch einer Geschichte von Krain und den übrigen Ländern der südlichen Slawen Österreichs, Laibach 1788–1791
- Susanna von Oberburg, Äbtissin im Kloster Minkendorf/Mekinje
- France Prešeren (1800–1849), gilt als größter slowenischer Dichter
- Johann Friedrich von Rain (* 1613 Stermol?, Ende 17. Jahrhundert in Laibach?), Alchimist auf der Suche nach dem Stein der Weisen
- Christophorus Rauber, Landeshauptmann von Krain, Bischof von Laibach
- Emil Rothschütz (* 1836 in Aachen; † 1909 bei Weixelburg), Bienenzüchter
- Johann Ludwig Schönleben, Jesuit, Genealoge, Valvasors Lehrer, Vorbild und Mentor
- Franz Anton von Steinberg (* 1684 Kalec bei Zagorje; † 1765 Laibach), Geodät, Erfinder, Direktor des Quecksilberbergwerks in Idrija
- Johann Siegfried Herbert von Tauffrer (* 1750 Laibach; † 1796 Wien), Techniker und Unternehmer, Revolutionär
- Primus Truber, protestantischer Prediger, genannt „der slowenische Luther“, gilt als Begründer des slowenischen Schrifttums
- Josipine Urbančič-Turnograjska (* 1833 Schloss Thurn bei Preddvor/Höflein in Oberkrain; † 1854 Graz), erste slowenische Schriftstellerin und Dichterin; sie und ihr Mann Lovro Toman waren Anhänger der illyrischen Idee
- Johann Weichard von Valvasor, Polyhistor, Verfasser des Werks Die Ehre dess Hertzogthums Crain
- Georg Freiherr von Vega, kaiserlicher Artillerieoffizier, Ballistiker und Mathematiker, verbesserte die Logarithmentafeln
- Valentin Vodnik (* 1758 Šiška bei Laibach; † 1819 Laibach), Franziskaner, der erste bedeutendere slowenische Dichter, Erneuerer/Preroditelj
- Constantin von Wurzbach, Verfasser des 60-bändigen Werks Biographisches Lexicon des Kaisertums Österreich
- Sigmund Zois von Edelstein, Unternehmer, Förderer der slowenischen Kultur und Wissenschaft, der reichste Krainer seiner Zeit; der Edelstein Zoisit wurde nach ihm benannt
- Melania Trump, geboren als Melania Knavs, Fotomodell und Ehefrau des US-Präsidenten Donald Trump

## Die Krain in der Belletristik
Der 1918 verstorbene Dichter Ivan Cankar, der als bedeutendster slowenischer Autor der Moderne gilt, hat sich u. a. in seinem 1929 erstmals auf Deutsch erschienenen Werk Der Knecht Jernej mit dem Leben einfacher Menschen in seiner Heimat auseinandergesetzt. Cankar engagierte sich auch politisch für die Slowenen Altösterreichs.
Die Krain ist Schauplatz von Fritz von Herzmanovsky-Orlandos in der Bearbeitung von Friedrich Torberg posthum 1958 erschienenem Roman Maskenspiel der Genien, in dem die Hauptfigur, Cyriakus von Pizzicolli, den beim Laibacher Kongress 1821 gegründeten Pufferstaat „Tarockanien“ bereist. Dieser wird auf Vorschlag Metternichs von vier Königen regiert, wie sie im altösterreichischen Kartenspiel Tarock vorkommen.
Die Landschaft der Krain wird auch in Peter Handkes 1986 erschienenem Roman Die Wiederholung thematisiert, der so beginnt: „Ein Vierteljahrhundert oder ein Tag ist vergangen, seit ich, auf der Spur meines verschollenen Bruders, in Jesenice ankam.“ … „So belehrt, (…) durfte ich (…) hinaus in die nordjugoslawische Stadt treten, die damals in den Schulkarten, neben Jesenice, in Klammern noch altösterreichisch Aßling hieß.“